# Тайницкий сад
Тайни́цкий сад — сад на территории Московского Кремля. Располагается вдоль южной стены крепости, своё название получил в честь Тайницкой башни. Входит в список всемирного культурного наследия ЮНЕСКО. Часть парка, граничащая с Ивановской площадью, называется Большим Кремлёвским сквером.

## История

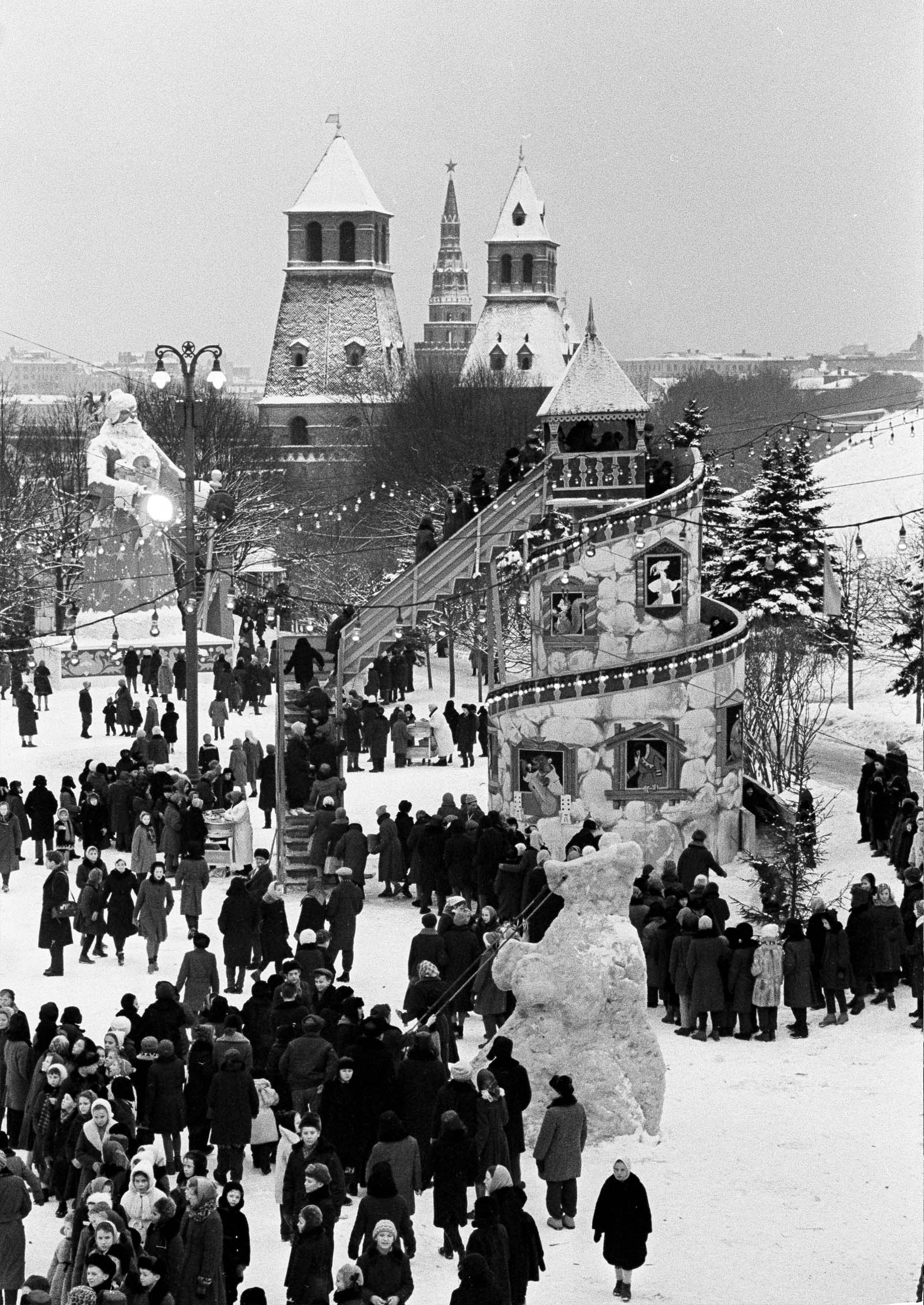
Праздничные гуляния в Тайницком саду, 1961 год

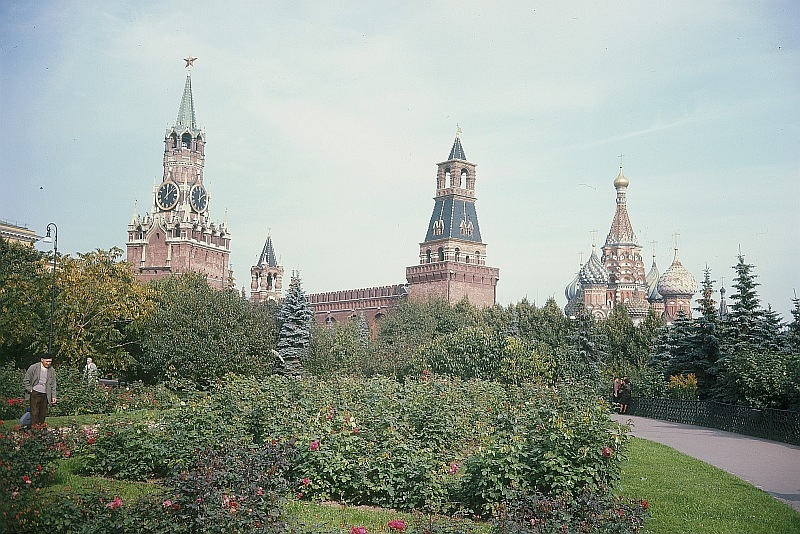
Большой Кремлёвский сквер, 1965 год

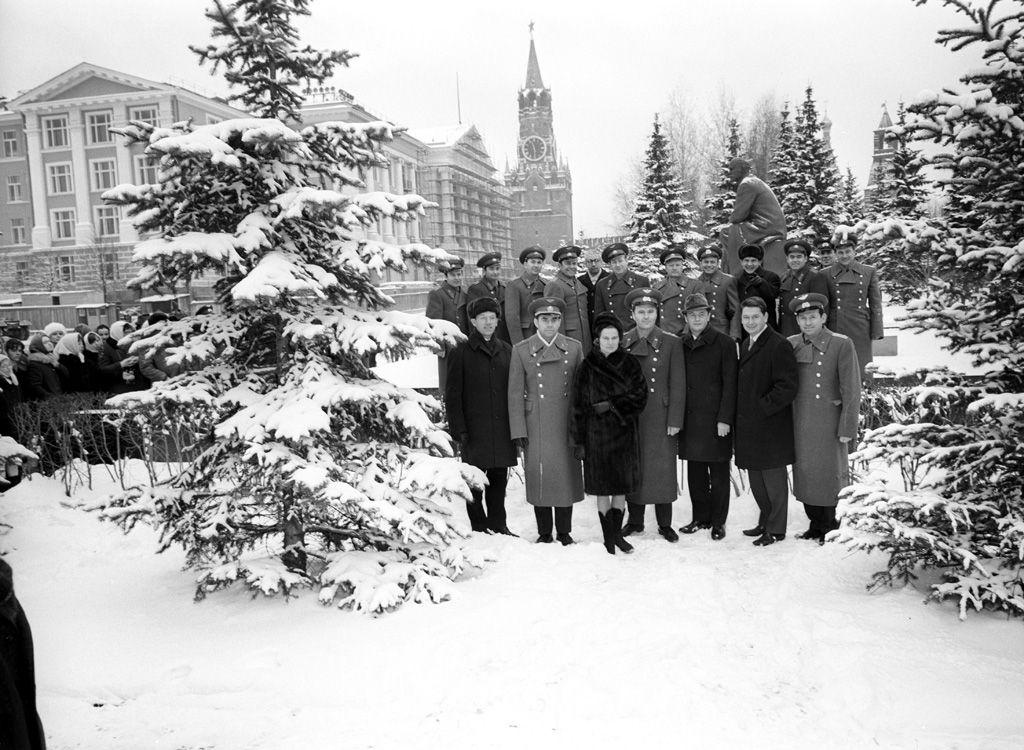
Советские космонавты на фоне памятника Ленину в Кремле, 1969 год

### XIV—XIX века
Предположительно, парковая зона на территории современного Тайницкого сада, существовала с XIV века, при этом её форма, название и размеры неоднократно менялись. Зелёные насаждения располагались вдоль южной стены Кремля рядом с возвышенностью, на которой размещались царские палаты. Благодаря своему положению изначально территория получила название: «сад что под горою». В XVI веке в юго-западной части садового участка близ Благовещенской башни была возведена одноглавая деревянная часовня. В 1731 году церковь перестроили в камне по указу Анны Иоанновны, в истории она известна как «церковь Благовещения Пресвятой Богородицы на Житном дворе». В XVII веке на границе парка и дворцовой застройки размещался Житный двор, где хранились запасы ржи, ячменя, гречихи, гороха, льняного семени, а также жестяные желоба и мельничные шестерни.
Известно, что на участке сада близ Тимофеевских ворот с XV по XX век находилась церковь Константина и Елены. Первые летописные упоминания о храме относятся к 1470 году и описывают произошедший пожар. В 1760-х годах постройки Житного двора и палаты соборного духовенства, относившиеся к церкви Константина и Елены, снесли. На их месте планировалось возвести Большой Кремлёвский дворец по проекту архитектора Василия Баженова.
В 1823 году вдоль южной стены Кремля выложили бульвар и в течение нескольких лет обустроили «сад что под горою». Участок очистили от ветхих хозяйственных построек и спроектировали аллеи, а также оборудовали два пандуса, которые вели к Кремлёвскому дворцу. Позднее эту парковую зону назвали в честь Тайницкой башни. Хотя отдельные исследователи полагают, что Тайницкий сад был разбит только в 1890 году.
Проектируемый в конце XIX века памятник Александру II планировали установить на склоне Ивановской площади, ведущем к Тайницкому саду. В 1890-х годах для изучения грунтов на этом участке проводились крупномасштабные геологические исследования, во время которых были обнаружены остатки зданий приказов XVII века. Памятник императору представлял собой трёхэтажный мемориальный комплекс, несущую конструкцию которого установили на материковом слое на глубине 17 метров из-за обилия сыпучих песков и массивного культурного слоя. Сооружение можно было увидеть только со стороны сада и Москвы-реки. На его крыше находилась открытая галерея с памятником, изготовленным скульптором Александром Опекушиным. Когда учёные проводили дальнейшее исследование участка парка близ поймы реки, в геологические шурфы проникала вода, что помешало работам. С этой же проблемой столкнулся археолог Николай Щербатов, когда в 1894-м проводил раскопки у прясел Водовзводной башни.

### XX век
После переезда правительства СССР в Кремль проводилось масштабное благоустройство Кремля во время обязательных субботников и воскресников. В этот период в парке провели освещение, проложили шоссейную мостовую. Тайницкий сад был излюбленным местом прогулок Владимира Ленина.
В 1918 году памятник Александру II снесли, однако здание, на крыше которого он был установлен, частично сохранилось. Его фундамент залегал на глубине 17 метров, что позволило закопать нижнюю часть строения. Летом 1928-го церковь Константина и Елены демонтировали, чтобы расширить парк. Из писем революционера Владимира Невского от 1929 года известна другая причина ликвидации исторического памятника: «…на месте разрушенной церкви Константина и Елены в целях устройства спортивной площадки в Кремле, доселе нет никакой спортивной площадки, а валяются кучи мусора». В 1932—1933 годах Благовещенскую церковь вместе с приделом к одноимённой башне также снесли.
Во время Великой Отечественной войны для маскировки Кремля в Тайницком и Александровском садах, а также на Красной площади выстроили макеты жилых домов. Участок парка у восточной стены крепости затянули брезентом, раскрашенным под крыши. В июле 1941-го в Большом сквере установили две зенитные батареи, а с августа того же года в саду проходила подготовка личного состава к возможному штурму Кремля. В этот период при бомбардировках столицы на территорию крепости было сброшено 67 термитно-зажигательных снаряда, в Тайницкий сад попало два осветительных. Бомбы потушили, обезвредили и вывезли за пределы крепости. Уже через год от маскировки Кремля отказались, так как очертания строений всё равно легко читались по окрестным улицам.
В 1946 году в парке высадили молодые деревья, а в 1955-м по распоряжению Никиты Хрущёва на территории Кремля организовали новогодние гуляния. Для этого задействовали Соборную и Ивановскую площади, а также западную часть Тайницкого сада, где организовали ледяные горки. В 1960-х годах на месте бывшего собора Константина и Елены также устраивали новогодние гуляния. В 1967-м в Тайницком саду установили памятник Владимиру Ленину. Скульптором проекта выступал Вениамин Пинчук, архитектором — Сергей Сперанский. Монумент изображал вождя, сидевшего на скамье и задумчиво рассматривавшего Кремль. В 1995-м памятник перенесли в исторический музей-заповедник «Горки Ленинские».

## Современность

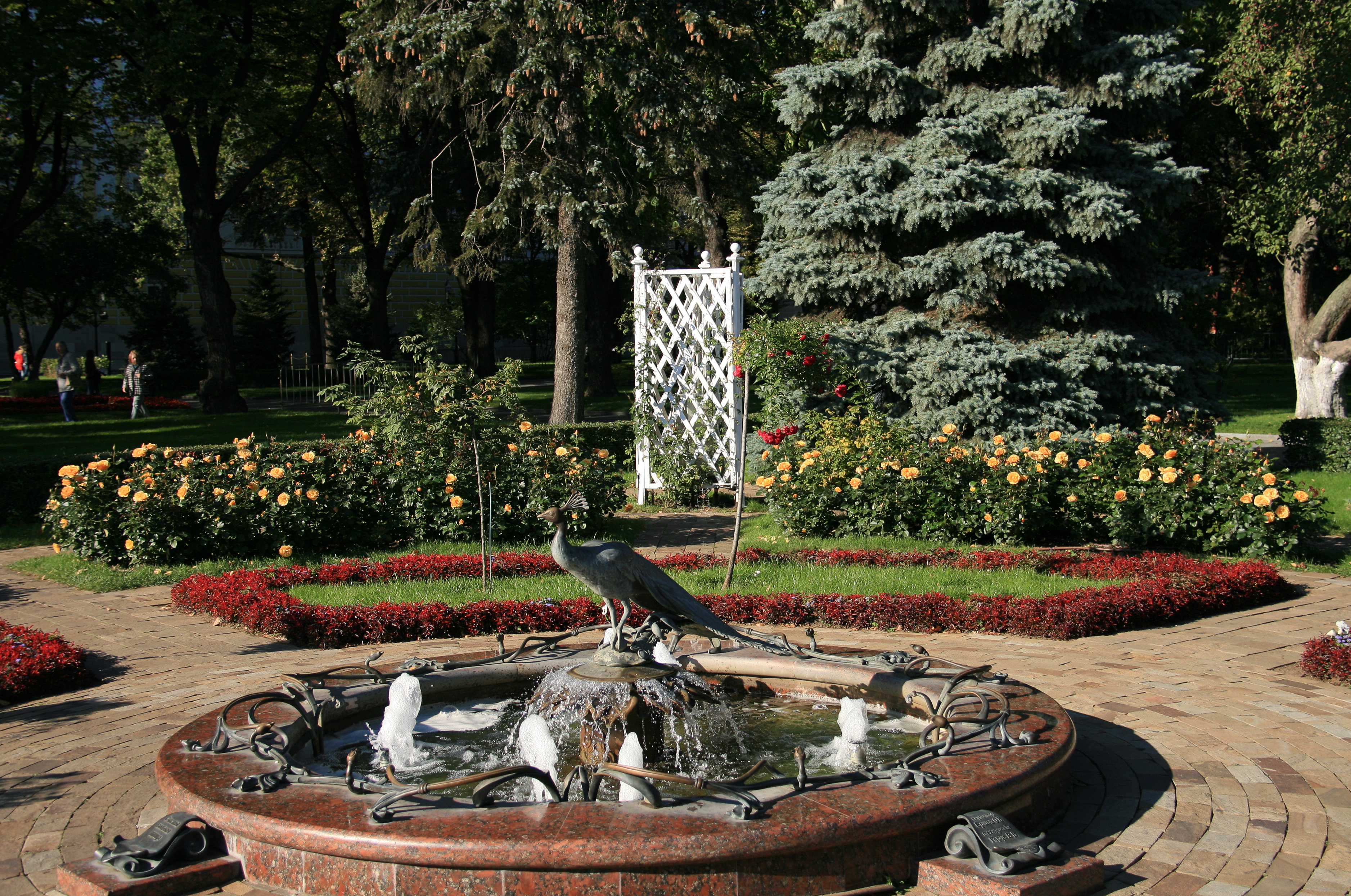
Фонтан Счастья вольная птица в Тайницком саду, 2014 год

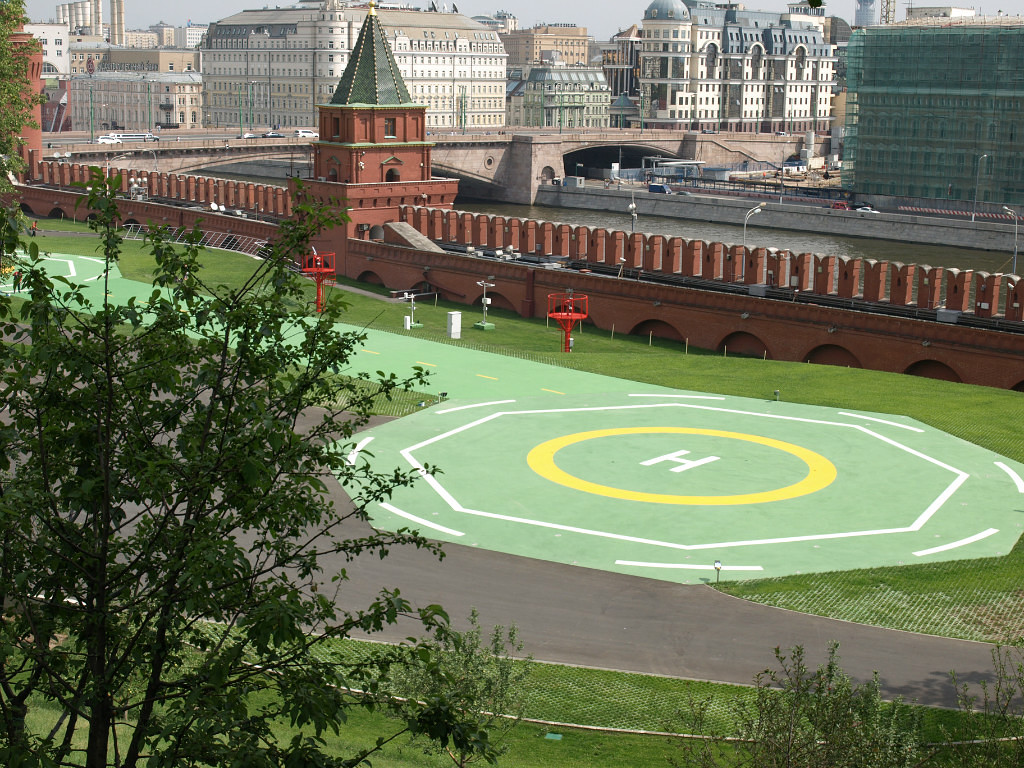
Вертолётная площадка у южной стены Кремля, 2013 год

В 2007 году Институт археологии РАН и Музеи Московского Кремля провели совместные раскопки на территории Тайницкого сада. Общая площадь исследованного участка составила 693 м², глубина культурного слоя в некоторых местах достигала десяти метров. Во время работ учёные откопали артефакты и жилые постройки XII—XVIII веков: подвальные помещения, ограды, водостоки, глинобитные печи, обломки крестов, целые и разбитые глиняные сосуды, домашнюю утварь и фрагменты воинского вооружения. Всего было обнаружено около пяти тысяч экспонатов, среди которых останки людей и верблюда, обломки грузика дьякова типа (1-е тысячелетие до н. э.) и лепной гладкостенной дьяковской керамики (первые века н. э.), а также сгоревшие остатки ювелирной мастерской. Наиболее ценной находкой стала сохранившаяся берестяная грамота № 3 с чернильным текстом, являющаяся самым длинным из найденных древнерусских текстов и первым хозяйственным документом XIV века из Московского Кремля, в которой описано имущество некоего Турабея, упомянуты его слуги, «страдники» (зависимые крестьяне), а также 26 лошадей суздальского стада, переданного в управление некоему Кощею (к)ощѣю).
В 2008 году по проекту скульптора Олега Витальевича Ершова в саду установили фонтан «Счастья вольная птица». Небольшой источник обнесён по периметру кованной оградой, а в центре композиции располагается статуя павлина. В этом же году на территории Тайницкого сада ливийский политик Муамар Каддафи во время своего визита разбил бедуинскую палатку, где встретился с Владимиром Путиным и французской певицей Мирей Матьё.
В октябре 2011 года в саду произошёл пожар из-за замыкания электропроводки, во время которого сгорела бытовка. Проект реконструкции 14-го корпуса Кремля, проходившей в 2007—2015 годах, включал создание новых хозяйственных помещений площадью 3,85 тысячи м². Они должны были расположиться в Тайницком саду. Однако реставрацию заморозили, после чего корпус демонтировали. В 2017 году было объявлено о создании подземного музея на месте бывшего административного здания, где среди прочего планировалось экспонировать и находки из Тайницкого сада.

В январе 2013 года на территории Тайницкого сада началось строительство вертолётной площадки для президента России, что было сделано без согласия ЮНЕСКО. Во время работ снесли деревянные конюшни, находившиеся в ведомстве Федеральной службы охраны России, установили метеорологическую и навигационную станции, осушили подземное болото, а также переместили в другую часть парка 18 деревьев и восемь кустарников, высадили 54 ели и туи. В общей сложности работы обошлись в 200 миллионов рублей. 
Теперь в Кремле построена новая специальная вертолётная площадка [в Тайницком саду], ее место так просчитано, что исключено вредное влияние на архитектурные памятники даже при использовании тяжелой техники.Пресс-секретарь президента Дмитрий Песков
В августе 2014 года в Тайницком саду прошёл день открытых дверей Кремлёвской школы верховой езды. Представление состояло из выступления Кавалерийского эскорта президента России и учеников академии.
В 2021 году были опубликованы результаты генетических исследований людей, погибших в пожаре во время разорения Москвы 26 августа 1382 года войсками Тохтамыша. У взрослого мужчины (образец 1) определили Y-хромосомную гаплогруппу R1a1a1b1a2-Z280 и митохондриальную гаплогруппу K2, у мальчика (образец 2) определили Y-хромосомную гаплогруппу R1a1a1b1a1a-M458 и митохондриальную гаплогруппу J1c (как и у его матери (образец 3)).

## Флора и фауна
В Тайницком саду высажены ели, туи, можжевельники, форзиция, спирея, гортензия и около двух тысяч видов многолетних растений. В саду растёт дуб «Космос», посаженный 14 апреля 1961 года космонавтом Юрием Гагариным в честь первого пилотируемого орбитального полёта. До 1924-го на месте Большого сквера располагался плац, позднее площадь засадили яблонями селекции НИИ садоводства имени Мичурина. В 2007 году ели вдоль Кремлёвских стен заменили новыми, а 20 старых деревьев переместили в сад. На этом участке также произрастает редкая сирень селекции Леонида Колесникова. Для охраны от ворон и голубей на территории Тайницкого сада оборудованы птичники с соколами, ястребами и филинами.

Виды Тайницкого сада
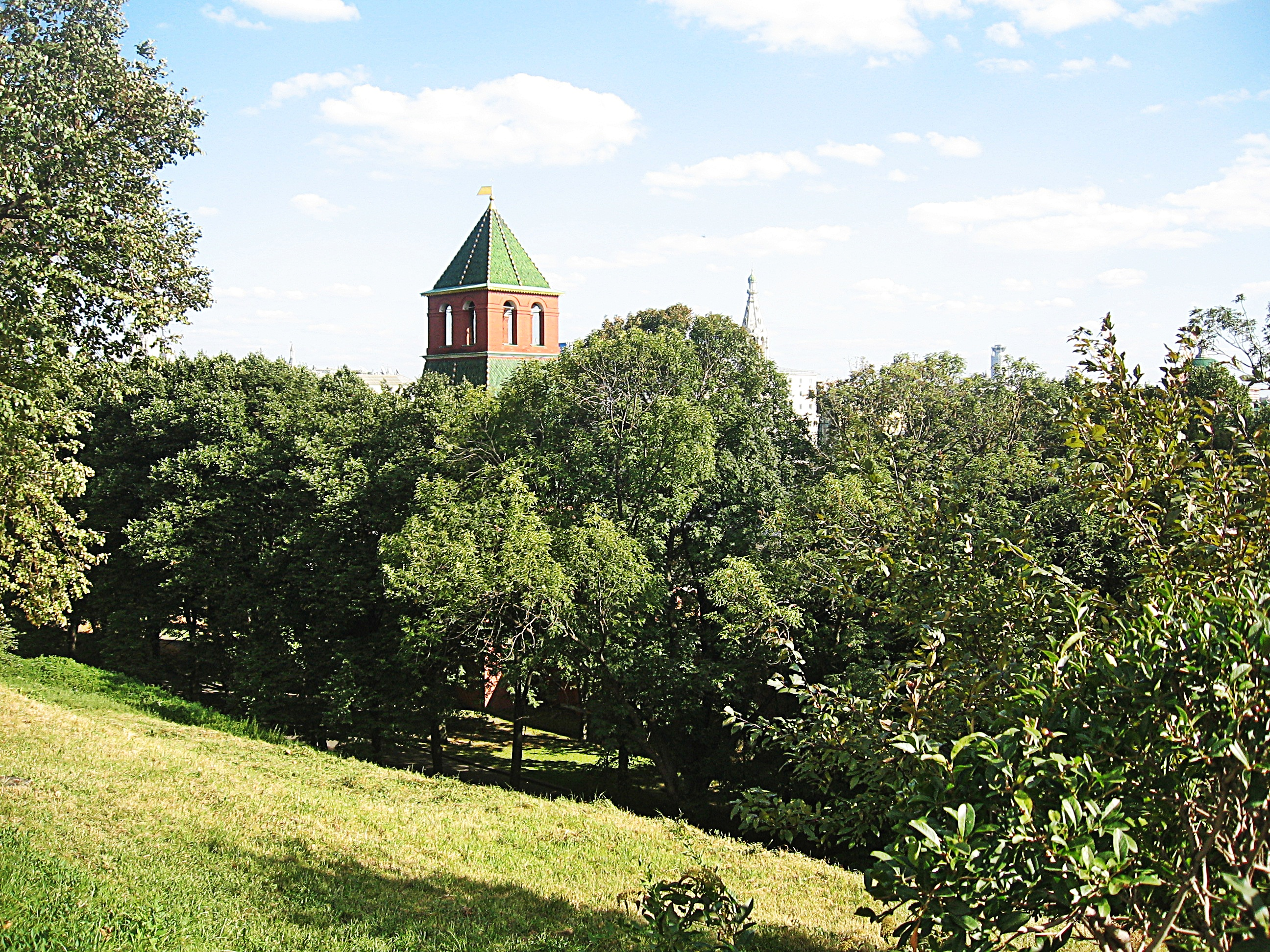
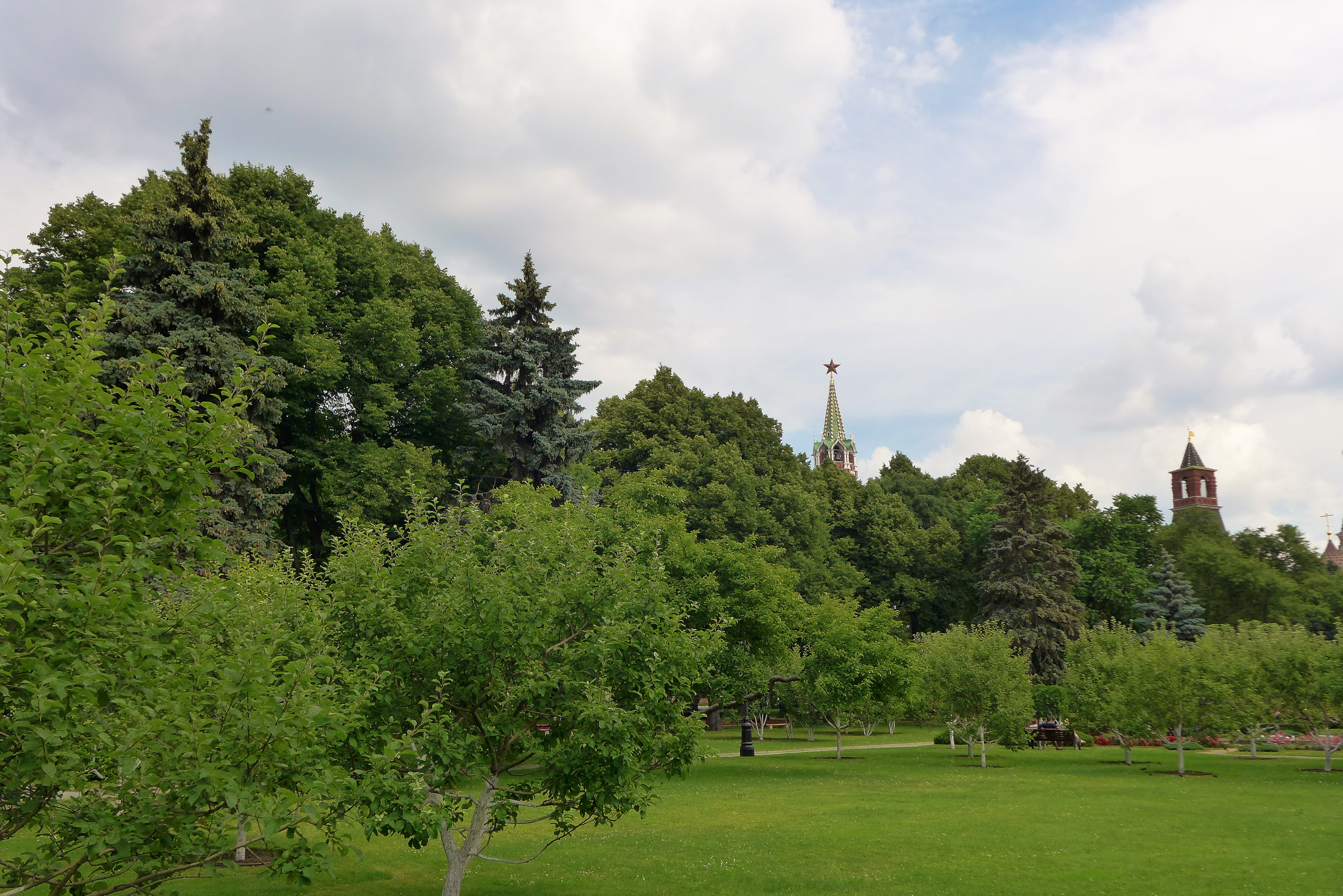
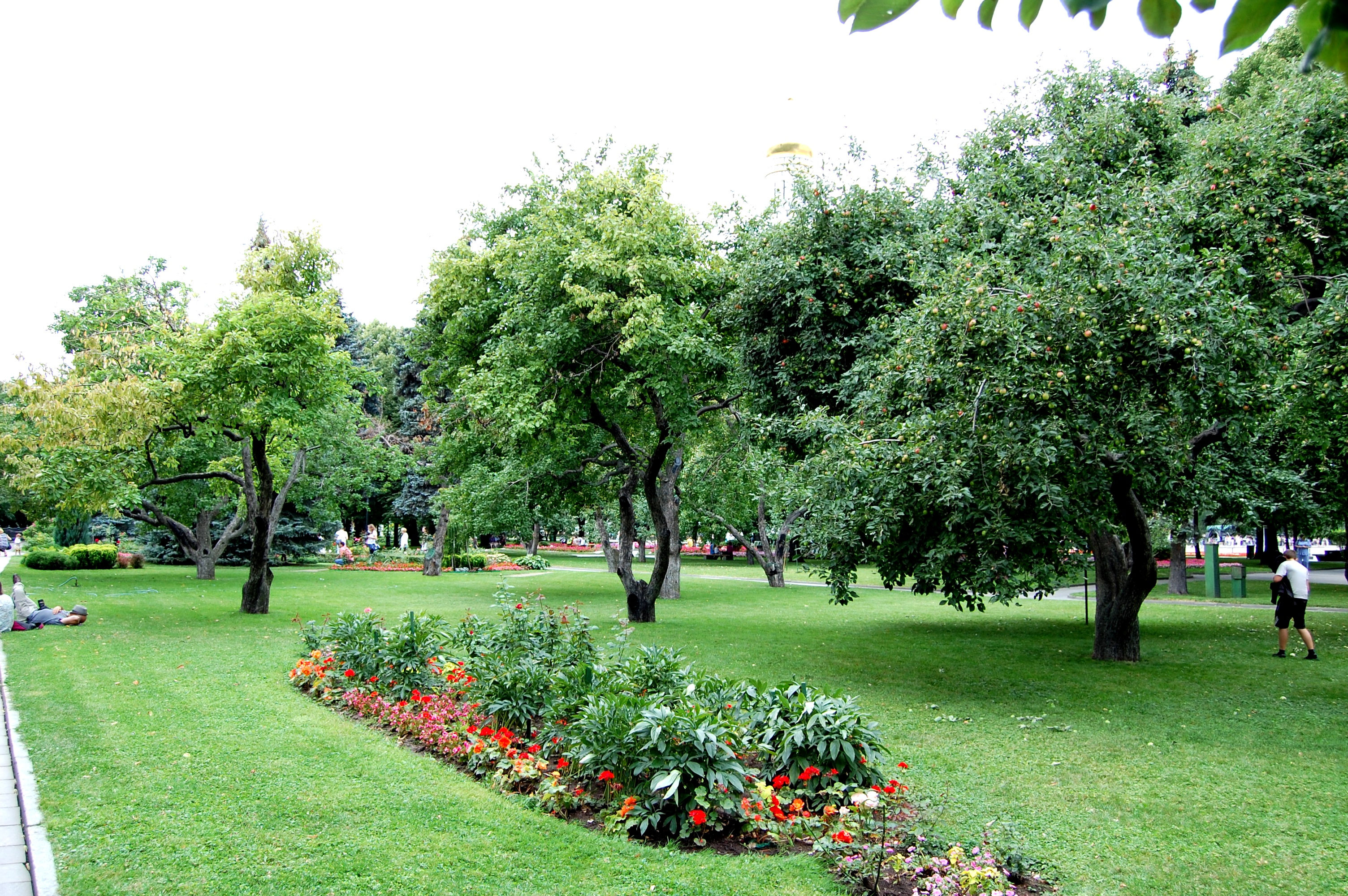
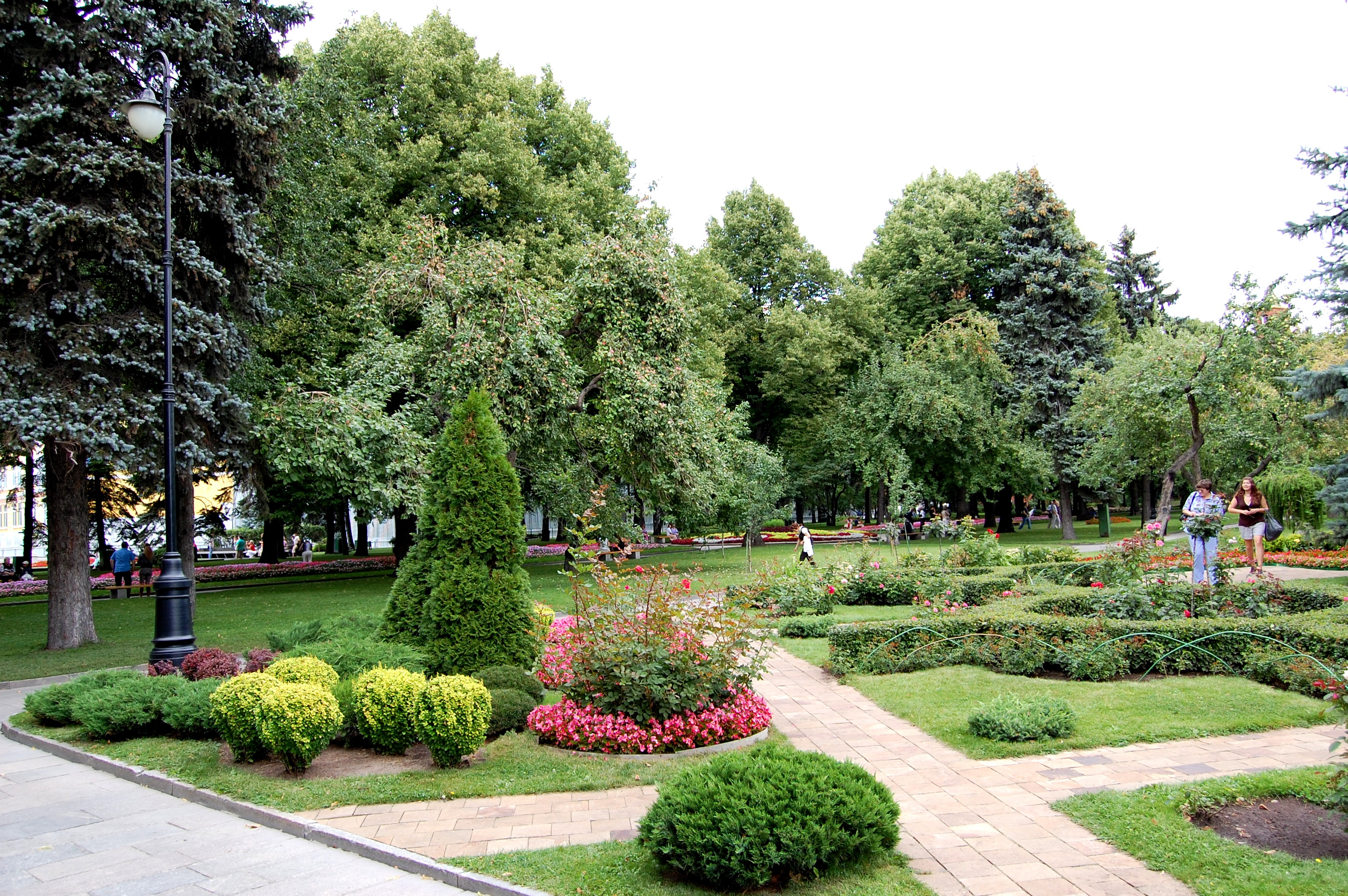
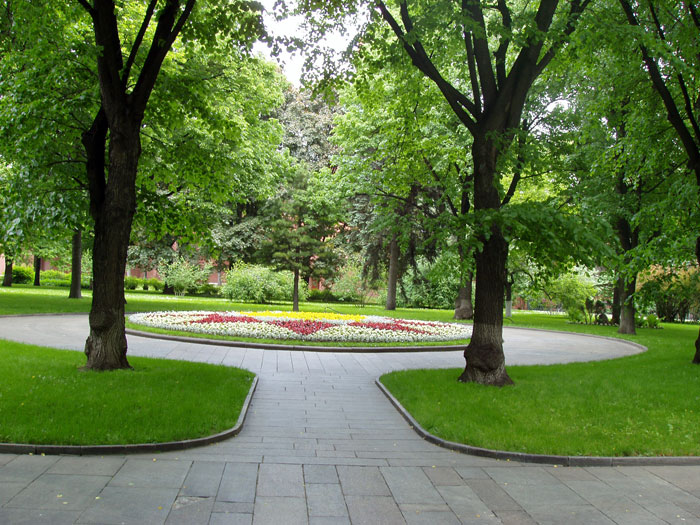
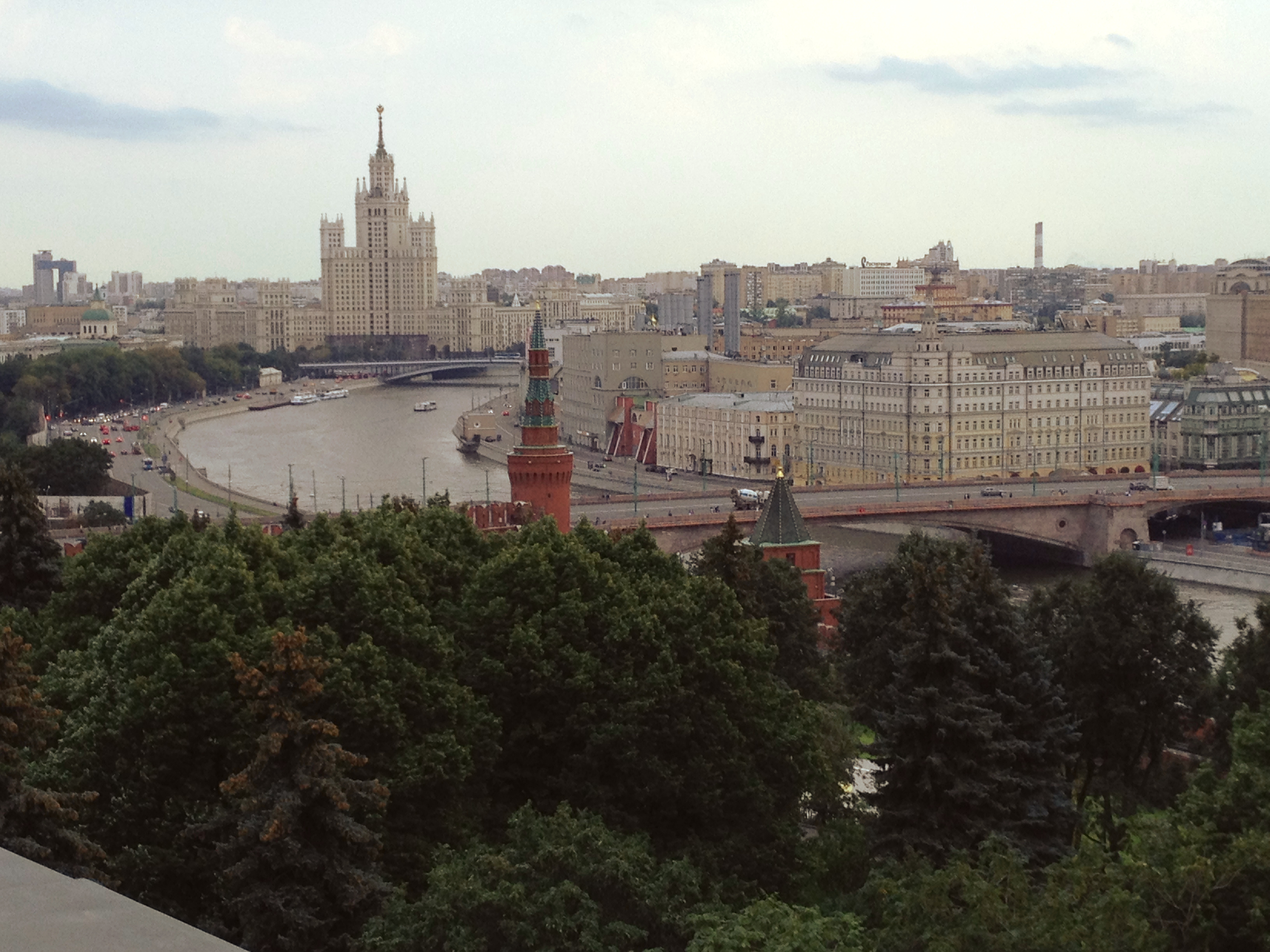